# Gerald Lepkowski
Gerald Lepkowski (* im 20. Jahrhundert in Springburn, Glasgow) ist ein schottischer Schauspieler.

## Leben und Karriere
Gerald Lepkowski wurde als eines von drei Kindern im schottischen Glasgow geboren. Während eines Aufenthalts in Australien mit Anfang zwanzig, fasste er den Entschluss Schauspieler zu werden und begann an der Western Australian Academy of Performing Arts zu studieren.
Zunächst stand Lepkowski zusammen mit der Melbourne Theatre Company auf einer Vielzahl von Bühnen. Sie führten Stücke wie Much Ado About Nothing oder The Three Sisters auf. Seit 1994 trat er in einer Vielzahl australischer und britischer Produktionen auf, darunter Serien wie The Damnation of Harvey McHugh, State Coroner oder Monarch of the Glen.
Seit 1994 ist er als auch Film- und Fernsehschauspieler aktiv und war bislang in mehr als 30 Produktionen zu sehen. 2002 spielte er als Roberto die Hauptrolle in der schottischen Romantik-Komödie American Cousins. 2009 übernahm er als Brian Jardine eine Hauptrolle in der australischen Dramaserie Dirt Game. Ein Engagement in East West 101 folgte. In der sechsten Staffel von Game of Thrones wirkte er 2016 als Priester Zanrush mit.
Während eines Australien-Aufenthaltes lernte er die Schauspielerin Frances O’Connor kennen. 2005 wurden sie Eltern eines Sohnes. Sie leben im Raum Los Angeles.

## Filmografie (Auswahl)
- 1994: The Damnation of Harvey McHugh (Fernsehserie, Episode 1x15)
- 1995: Nachbarn (Neighbors, Fernsehserie, 2 Episoden)
- 1996: Mercury (Fernsehserie, 2 Episoden)
- 1996: River Street
- 1996: Halifax (Fernsehserie, 3 Episoden)
- 1997: State Coroner (Fernsehserie, Episode 1x07)
- 2001: Monarch of the Glen (Fernsehserie, Episode 2x05)
- 2002: Doctor Sleep
- 2003: Two Thousand Acres of Sky (Fernsehserie, 4 Episoden)
- 2003: American Cousins
- 2003: Man Dancin’
- 2005: EastEnders (Fernsehserie, 3 Episoden)
- 2005: Spooks – Im Visier des MI5 (Spooks, Fernsehserie, 2 Episoden)
- 2007: Oh Happy Day
- 2009: Dirt Game (Fernsehserie, 6 Episoden)
- 2009: East West 101 (Fernsehserie, 7 Episoden)
- 2010: Helden von Hill 60 (Beneath Hill 60)
- 2014: Katie Morag (Fernsehserie, Episode 1x21)
- 2016: Game of Thrones (Fernsehserie, 2 Episoden)
- 2016: Harley & the Davidsons – Legende auf zwei Rädern (Harley and the Davidsons, Fernsehserie, Episode 1x01)
- 2017: Silent Witness (Fernsehserie, 2 Episoden)